# Hiyya bar Ashi
Rav Hiyya bar Ashi (hébreu : רב חייא בר אשי) est un docteur du Talmud babylonien de la seconde génération.

## Éléments de biographie
La vie de Hiyya bar Ashi n’est connue que par des bribes disséminées à travers le Talmud de Babylone, où ces détails et anecdotes sont avant tout prétextes à divers enseignements.
Il étudie dans sa jeunesse auprès de Rav et Shmouel, se faisant le serviteur du premier. Les rabbins tirent de son témoignage, selon lequel il lessivait les habits de cuir de Rav le sabbat, que l’interdit de lessiver ne s’applique pas au cuir (TB Zevahim 94a) ou du rituel de Rav à son lever que la bénédiction sur la Torah se dit avant toute forme d’étude de la Torah plutôt que la seule lecture du Pentateuque (TB Berakhot 11b), et que la pose des tefillin a préséance sur la lecture du shema quand bien même son moment serait arrivé (TB Berakhot 14b). 

### Rav Hiyya bar Ashi et sa femme
Selon les éditions courantes du traité Qiddoushin 81b dans le Talmud de Babylone, Rav Hiyya bar Ashi se prosterne quotidiennement pour supplier le miséricordieux de le préserver de sa mauvaise nature. Sa femme, qu’il n’a plus connue depuis des années, s’étonne de cette insistance et se pare, séduisant le rabbin en faisant des va-et-vient autour de lui, un jour qu’il étudie dans le jardin. Aguiché, il lui demande son nom et lorsqu’elle se présente comme Harouta, revenue de son travail, il abandonne toute retenue et se hâte de grimper à l’arbre pour y cueillir la plus haute grenade qu’elle a demandée en salaire. Rentré chez lui, il entre dans le four que sa femme est en train d’attiser, afin d’expier ses méfaits qu’il confesse ; elle lui révèle la supercherie mais ne parvient pas à le convaincre avant de lui montrer des signes. Cette démonstration demeure sans effet car le rabbin entend racheter son envie de transgresser, et passera le reste de sa vie à jeûner en raison de cette faute jusqu’à ce qu’il en meure.
Selon Rachi, Rav Hiyya bar Ashi n’est plus en mesure d’avoir des rapports avec sa femme du fait de son vieil âge ; sa femme, ne comprenant pas qu’il puisse encore craindre son désir sexuel, s’orne de bijoux, d’épices et de kaki, passant devant lui et repassant une nouvelle fois. Le nom de Harouta par lequel elle se présente, serait celui d’une prostituée bien connue, et elle est revenue de son travail ; après qu’il a bondi à la branche la plus élevée et par conséquent la plus frêle pour lui donner ce qu’elle demande, il décide en rentrant au foyer d’entrer dans le four afin de se tuer — l’histoire est donc celle d’un saint qui s’applique avec rigueur les punitions pour ses fautes les plus graves comme les plus menues, comme lorsque sa femme s’amuse par curiosité à jouer la prostituée.
Shlomo Naeh suggère cependant que le nom que se donne la femme, Harouta (« Liberté »), n’est peut-être pas seulement celui d’une « prostituée bien connue » : il aurait été choisi pour la charge qu’il comporte dans le dialecte des chrétiens araméophones qui vivent aux côtés des Juifs — harouta y désigne certes la licence sexuelle mais aussi, et paradoxalement, l’état qu’atteint l’individu « libéré » de ses pulsions. Le récit reprendrait alors les motifs littéraires de deux récits bibliques de tentation sexuelle, Genèse 3 et Genèse 38, pour accentuer la satire d’un ascétisme qui, venu des chrétiens, aurait séduit un rabbin de quelque envergure. Ruth KI Kaniel, effectuant le rapprochement entre la femme du rabbin et son modèle biblique, Tamar, situe l’histoire sur le terrain de l’aveira lishma (« transgression dans une bonne intention »), expliquant — à l’encontre de Rachi — que la supposée Harouta n’est pas pénalisée pour son acte car il a été réalisé dans une bonne intention (le rapprochement conjugal) tandis que son mari, conscient que les transgressions sexuelles des hommes ne sont jamais faites dans une bonne intention, s’impose d’en payer le prix. Michal BA Siegal reprend l’intuition de Shlomo Naeh et l’élargit au-delà du seul terme harouta : les prosternations quotidiennes de Rav Hiyya bar Ashi alors qu’elles ne sont plus en usage parmi les Juifs de l’époque en raison de leur adoption dans le christianisme, sa prière composée d’une seule phrase formulant une seule requête, son retrait dans un jardin pour se consacrer à l’étude au lieu de se mêler aux débats de ses collègues — comme le préconisent les sages d’Israël pour lutter contre la mauvaise nature dont le rabbin demande à être débarrassé, suggèrent sa description sous les traits d’un moine qui voit son daimôn sous les traits de sa femme, sans reconnaître que c’est elle-même qui se tient devant lui (cette erreur dans la reconnaissance d’un sujet de désir est un trait commun aux histoires de Qiddoushin 81). Sa décision de se « purifier » par le feu pour avoir succombé à son désir, qu’il soit charnel ou spirituel, est aussi un comportement en vogue parmi les moines du désert égyptien. L’interprétation de Rachi selon laquelle Rav Hiyya bar Ashi n’aurait pas reconnu sa femme car parée comme une prostituée, aurait créé le parallèle avec Genèse 38, apparemment renforcé par la demande d’une grenade alors que ce fruit, dont les anciens connaissaient les vertus contraceptives, n’est pas un signe permettant d’identifier aussi sûrement son mari que les gages ont permis de désigner Juda — la présentation des signes n’apparaît d’ailleurs dans aucun manuscrit du Talmud, et son ajout dans les éditions courantes, aurait été effectué du fait de l’interprétation de Rachi.

## Enseignements
Rav Hiya bar Ashi parle rarement en son nom propre, et cite plus souvent les enseignements de Rav que ceux de Shmouel :
Rav Hiyya bar Ashi a dit au nom de Rav : qui est le dernier à se laver les mains [après le repas] (he), est le premier à convier [les convives] à [réciter] la bénédiction [après le repas] (TB Berakhot 46b)
Comment rendre [le sabbat] délicieux ? Rav Hiyya bar Ashi dit au nom de Rav : même une petite chose qu’on aurait fait en l’honneur du sabbat, c’est un délice (TB Shabbat 119b)
Le Talmud comporte plusieurs désaccords entre Rav Hiyya bar Ashi, son serviteur intime, et Rav Houna, son disciple principal et successeur (p.e. TB Houllin 111b). Il lui arrive toutefois de contredire son maître (p.e. TB Houllin 51b). Rav Hiyya bar Ashi cite également Zeïri et Rav Hisda.